# Magnus Pedersen
Magnus Pedersen (født 23. november 1996) er en dansk fodboldspiller som på nuværende tidspunkt spiller i superligaklubben OB. Han spiller normalt i midterforsvaret, men kan også bruges som back. 

## Karriere

### Odense Boldklub
Magnus Pedersen har spillet på OB's førstehold siden sommeren 2015. Han fik sin debut for klubbens førstehold i kampen Randers FC på hjemmebane den 16. august 2015, en kamp som OB tabte 2-3. Han fik sin debut i Superligaen 16. august 2015, da han blev skiftet ind i det 75. minut i stedet for Mohammed Diarra i 2-3-nederlaget hjemme til Randers FC.

### Sogndal
Den 1. april 2016 skrev han under på en lejeaftale med Tippeligaen-klubben Sogndal. Den 6. juni blev det så offentliggjort, at Pedersen havde skrevet under på en permanent kontrakt med Sogndal.